# Iñaki Hurtado
José Ignacio Hurtado Capilla, deportivamente conocido como Iñaki  (Logroño, La Rioja, España, 26 de febrero de 1972) es un exfutbolista español.

## Trayectoria
- 1988-91 CD Logroñés
- 1991-95 Real Valladolid
- 1995-97 Valencia CF
- 1997-98 Villarreal Club de Fútbol
- 1998-02 CD Numancia
- 2002-04 Real Zaragoza
- 2004-05 Real Valladolid

## Palmarés
| Título       | Club          | País   | Año  |
| ------------ | ------------- | ------ | ---- |
| Copa del Rey | Real Zaragoza | España | 2004 |